# Simoca
Simoca es una ciudad situada en la provincia de Tucumán, Argentina, ubicada a 69 kilómetros de San Miguel de Tucumán, capital provincial. Se encuentra localizada en el departamento homónimo, del cual actúa como cabecera departamental.

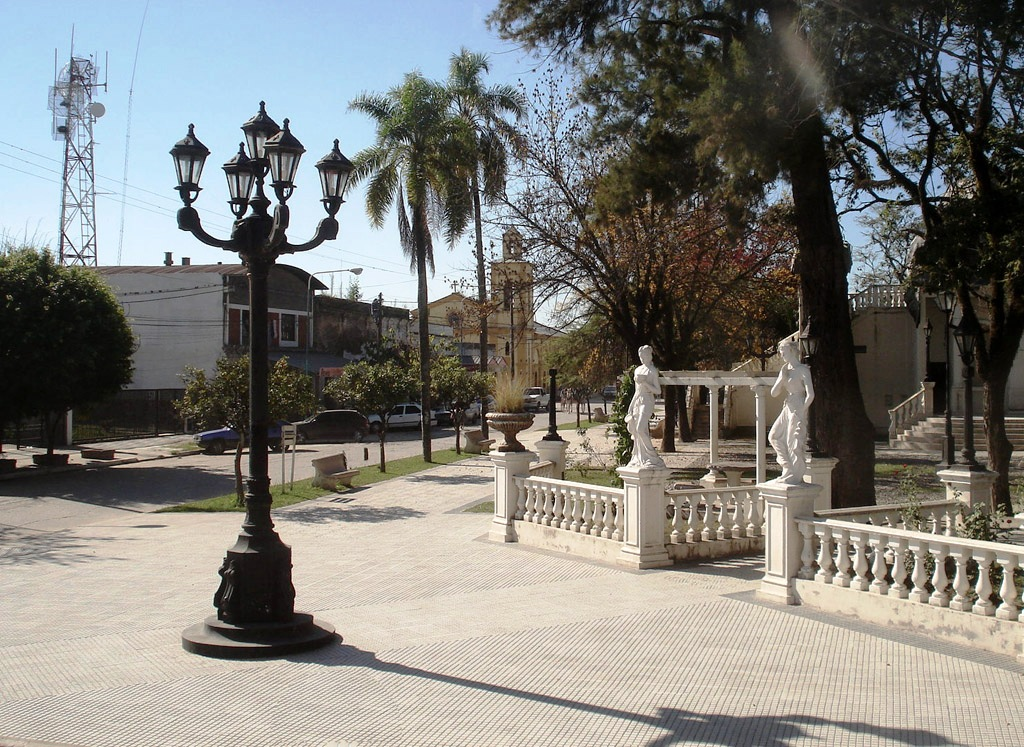
Plaza Central de la Ciudad de Simoca

## Población
Cuenta con 8351 habitantes (Indec, 2010), lo que representa un incremento del 13,8% frente a los 7339 habitantes (Indec, 2001) del censo anterior.
| Gráfica de evolución demográfica de Simoca entre 1960 y 2010 |
|                                                              |
| Fuentes: INDEC                                               |

## Toponimia
El vocablo Simoca proviene del quichua "shim mu kay" y significa "lugar de paz y silencio" o "lugar de gente tranquila y silenciosa" (Julio Storni - Diccionario Toponomástico - Tucumán 1953).

## Historia
Los indígenas Beliches y Simocas fueron primeros pobladores de Simoca. Estos dos grupos indígenas eran de origen Tonocoté y Lule.
Fue fundada oficialmente como "villa" el 24 de septiembre de 1859, cuando se inauguró la iglesia consagrada a Nuestra Señora de las Mercedes, los documentos históricos ya mencionan a Simoca desde mediados del siglo XVII. Y en un informe del año 1697, firmado por el cura de Chicligasta (la iglesia más antigua del este tucumano)se menciona a Simoca como una zona con bastantes indios que tiene por iglesia un ramadón (rancho) con la imagen de San Juan. De esa época también se remonta el nacimiento de la feria sabatina, como lugar de trueque entre los lugareños y los circunstanciales viajeros.

## Turismo
Simoca es uno de los puntos más visitados por el turista nacional en la provincia ya que en ella se realiza la "Feria de Simoca", un evento que se cumple todos los sábados del año como un viejo ritual de más de tres siglos, y permite experimentar las tradiciones más arraigadas del norte argentino y degustar la gastronomía regional  permitiendo al turista conocer mucho de las tradiciones y cultura característica de la zona.
Cada año, durante los sábados del mes de julio y en homenaje a su feria, la ciudad de Simoca realiza la "Fiesta Nacional de la feria de Simoca", una fiesta típicamente folclórica, que se realiza en el mismo predio ferial con entrada libre y gratuita. En esta fiesta, al colorido tradicional de la feria se agrega el canto folclórico desde un escenario levantado en el mismo predio. La fiesta se inicia en horas de la mañana y finaliza por la noche.

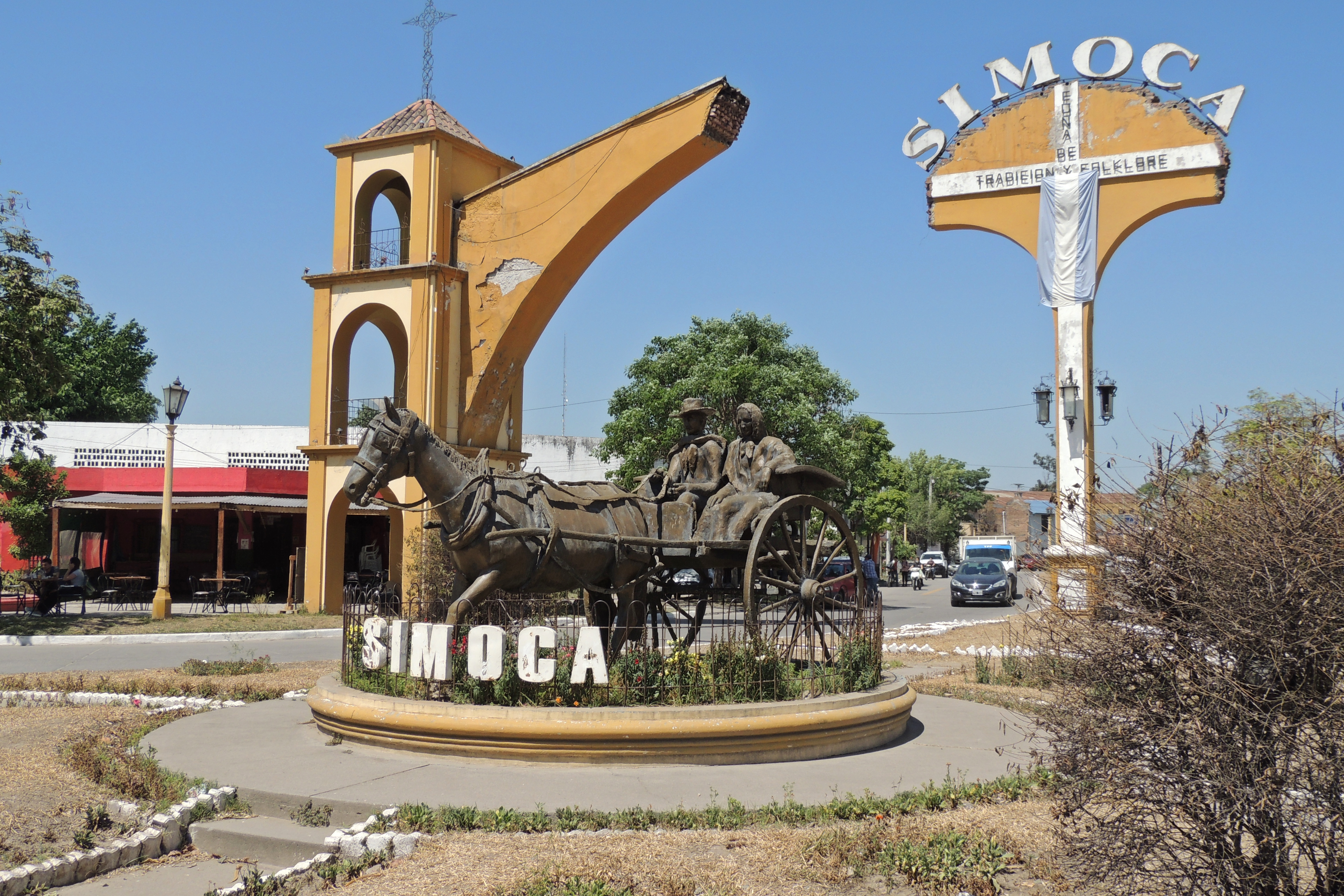
Entrada a Simoca

Otro imperdible atractivo de Simoca es el Festival Nacional del Sulky, que se realiza en el mes de noviembre. Todos los años convoca a destacadas figuras del canto folclórico nacional y local acompañados del pintoresco y ya tradicional desfile de sulkys, carros y carretas por las calles de la ciudad.
En el paseo por la ciudad, se puede visitar la plaza Bartolomé Mitre, la iglesia La Merced, el museo El Rosedal, la antigua estación de trenes y las ruinas de San Antonio de Padua a sólo 9 km de distancia.
Simoca ofrece también opciones de hospedaje, comercios de todo tipo y una variada gama de locales gastronómicos.

## El sulky

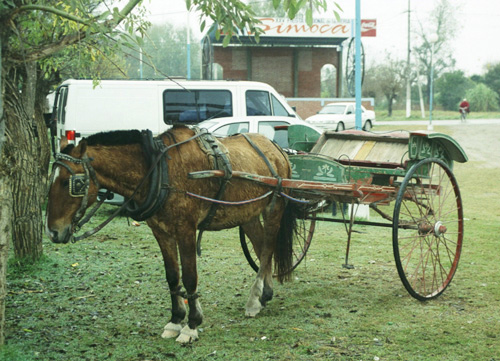
Tradicional sulky en Simoca

El sulky, vehículo simoqueño, adaptado a las características de la región y a la idiosincrasia de su gente, es el vehículo característico de la ciudad de Simoca. Tan es así que es común ver cientos de ellos transitando las calles de Simoca, especialmente los días sábados, cuando se realiza la feria.
Además de ser conocida como la "Cuna de Tradición y Folklore" Simoca también es llamada la "Capital Nacional del Sulky".

## Parroquias de la Iglesia católica en Simoca
| Diócesis  | Santísima Concepción        |
| --------- | --------------------------- |
| Parroquia | Nuestra Señora de la Merced |

## Personalidades
- Luis Miguel Rodríguez, alias "Pulga" (n. 1985), futbolista argentino, referente histórico del Club Atlético Tucumán, además de ser campeón con el Club Atlético Colón.
- Alberto Fassora, futbolista y entrenador de Atlético Tucumán, y campeón con la Selección Argentina.